# Arturo Aldunate Phillips
Arturo Aldunate Phillips (Puerto Montt, 9 de fevereiro de 1902 — 24 de julho de 1985) foi um poeta, ensaísta, engenheiro civil e matemático chileno.

## Prêmios
Arturo Aldunate Phillips ganhou o Prêmio Nacional de Literatura do Chile em 1976.